# Abebe Mekonnen

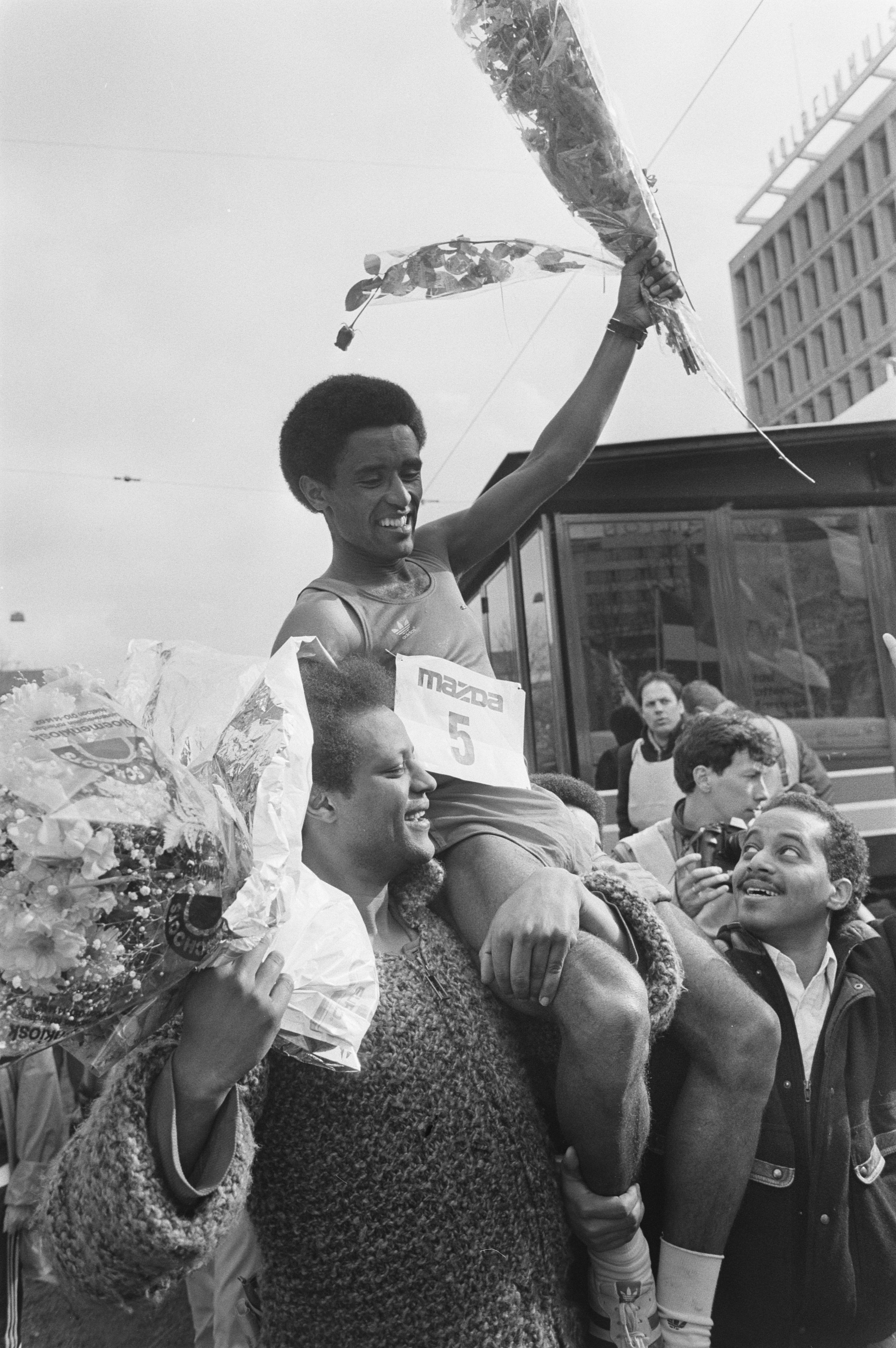
Abebe Mekonnen

Abebe Mekonnen (* 9. Januar 1964) ist ein ehemaliger äthiopischer Langstreckenläufer, der in den 1980er und 1990er Jahren große Erfolge auf der Marathonstrecke hatte.
Der Neffe des Olympiasiegers Abebe Bikila gewann 1986 den Rotterdam- und den Montreal-Marathon, 1987 den Paris-Marathon, 1988 den Peking-Marathon in 2:07:35 (gleichzeitig seine persönliche Bestzeit und bis 2013 gültiger Streckenrekord) und 1989 den Boston-Marathon.
Außerdem gewann er dreimal den Tokyo International Men’s Marathon (1988, 1991, 1993).
1986 wurde er Zweiter bei den Crosslauf-Weltmeisterschaften. Ein Erfolg bei Olympischen Spielen blieb ihm allerdings versagt: Bei den Spielen 1992 in Barcelona musste er aufgeben, beim Marathon der Spiele 1996 in Atlanta kam er auf den 81. Platz.
Abebe Mekonnen ist weltweit der Läufer mit den meisten Sub-2:15-Marathons. 32-mal konnte er diese Marke in seiner Laufbahn unterbieten.